# Kateryna Pawłenko
Kateryna Anatolijiwna Pawłenko, również znana jako Monokate (ukr. Катерина Анатоліївна Павленко, ur. 10 sierpnia 1988 w Niżynie) – ukraińska wokalistka, kompozytorka oraz folklorystka.

## Życiorys
Urodziła się 10 sierpnia 1988 w Niżynie w obwodzie czernihowskim na Ukrainie (wówczas Ukraińska SRR). Jej matka pracowała nieodpłatnie w wojsku, przez co rodzina była biedna i w pewnym momencie bezdomna. Pawłenko od najmłodszych lat otaczała muzyka ludowa. Jej babcia była śpiewaczką i nauczyła ją tradycyjnego stylu śpiewu zwanego „białym śpiewem”, dziadek natomiast grał na akordeonie, a matka śpiewała w chórze ludowym i zespole rockowym.
Uczęszczała do Niżyńskiej Szkoły Muzycznej, gdzie uczyła się gry na gitarze, fortepianie, ale i śpiewu. Była zachęcana przez swoich nauczycieli, aby zostać śpiewaczką operową. Plany te jednak przerwała choroba płuc, jaką Pawłenko przeszła w wieku 14-17 lat. Według diagnozy lekarzy miała zapomnieć o karierze wokalnej.
W 2009 ukończyła Niżyńską Szkołę Kultury i Sztuki im. Marij Zańkowećkiej z dyplomem dyrygenta chórów ludowych. W czasie edukacji była członkinią zespołów rockowych Contours of Shadows oraz My spirit. W latach 2009–2013 studiowała na Kijowskim Narodowym Uniwersytecie Kultury i Sztuki na Wydziale Muzycznym. W tamtym czasie kierowała zespołem VytynankA oraz śpiewała w grupie Кралиця ("Kralica").
Pawłenko kierowała wieloma zespołami ludowymi, w tym chórem weteranów w Berezaniu w obwodzie kijowskim. Od 2012 jest wokalistką zespołu Go A, do którego dołączyła jako wokalistka wspierająca, aby finalnie zostać główną wokalistką. Pierwszy singiel grupy „Kolada” ukazał się w 2012, ale nie zyskał dużego uznania. Dopiero wydany w 2015 singiel „Wesnianka” znalazł się na pierwszym miejscu 10Dance ukraińskiej stacji radiowej Kiss FM i został wybrany „odkryciem roku”. Ich debiutancki album Idy na zwuk (ukr. Іди на звук) został wydany w 2016.
Od 2019 Pawłenko tworzy własną muzykę pod pseudonimem Monokate.
W czerwcu 2021 Kateryna Pawłenko znalazła się na liście 100 najbardziej wpływowych kobiet na Ukrainie według magazynu Focus, gdzie zajęła 10 miejsce.
Na początku 2020 Pawłenko wraz z zespołem rywalizowała w Vidbir 2020, ukraińskiej selekcji narodowej do Konkursu Piosenki Eurowizji 2020 z piosenką „Sołowej”. W finale wygrali zarówno dzięki jury, jak i głosowaniu, co oznaczało, że będą reprezentować Ukrainę na Eurowizji 2020, ale z powodu pandemii COVID-19 konkurs został odwołany.
W 2021 wraz z zespołem Go A reprezentowała Ukrainę w 65. Konkursie Piosenki Eurowizji z piosenką „Szum”. Zajęli piąte miejsce. Piosenka natomiast osiągnęła pierwsze miejsce w światowym rankingu Spotify Viral 50 24 maja.

## Dyskografia

### Go_A

#### Albumy studyjne
- Idy na zwuk (2016)

#### Single
- Kolada (2012)
- Wesnianka (2015)
- Szczedri weczir (2017; razem Katya Chilly)
- Rano-raneńko (2019)
- Sołowej (2020)
- Dobrym lyudjam na zdorowja (2020)
- Szum (2021)

### Monokate

#### Single
- Svit Song (2019)
- Play/Rec (2021)